# Ягуар (фильм, 1996)
«Ягуар» (фр. Le Jaguar) — французский художественный фильм 1996 года режиссёра Франсиса Вебера, восьмой, последний из серии фильмов о Франсуа Перрене и второй, в котором присутствует его компаньон Жан Кампана. Третий из фильмов Вебера, в которых Перрена играет не Пьер Ришар (первым был «Удар головой», а вторым — «Говорите, мне интересно»).

## Сюжет
Однажды вечером в лифте фешенебельного парижского отеля оказались вместе три человека: индеец Вану (Харрисон Лоу), приехавший из Амазонии с гуманитарным турне, его переводчик — француз Жан Кампана (Жан Рено), выросший среди индейцев, и ещё один занятный тип — бездельник и мошенник Франсуа Перрен (Патрик Брюэль), преследуемый бандитами всех мастей за игорные долги. Индеец Вану неожиданно впадает в кому, его госпитализируют в отделение реанимации. Перед этим он успевает сообщить, что кто-то похитил его душу, и нужен герой, «избранный», который отправится на её поиски. По непонятным причинам при первой встрече с Перреном Вану решает, что он — избранный. Спасаясь от преследователей, Перрен соглашается отправиться в леса Амазонки на поиски души Вану вместе с Кампана, надеясь сбежать от него при первой же возможности. По прибытии он ввязывается в настолько невероятные приключения, что вся прошлая жизнь кажется ему сущей безделицей.

## В ролях
- Жан Рено — Жан Кампана
- Патрик Брюэль — Франсуа Перрен
- Харрисон Лоу (Harrison Lowe) — Вану
- Патрисия Веласкес — Майя
- Дэнни Трехо — Кумаре
- Ролан Бланш — Мулен
- Франсуа Перро — Мателако
- Франсис Лемэр — Стивенс
- Александра Вандернот — Анна